# Stanisław Tym
Stanisław Aleksy Tym, né le 17 juillet 1937 à Małkinia Górna et mort le 6 décembre 2024 à Varsovie, est un acteur, metteur en scène de théâtre et cinéaste polonais.

## Biographie
Après une scolarité secondaire au lycée Tadeusz-Czacki de Varsovie (pl), il commence à la fin des années cinquante et dans la première moitié des années soixante, sans les mener à terme, des études d'ingénieur à l'École polytechnique de Varsovie et à l'École centrale d'économie rurale (SGGW}, puis d'acteur à l'École nationale supérieure de théâtre (PWST) tout en faisant de petits boulots notamment dans une chocolaterie et comme portier et vestiaire du cabaret Stodola (pl), où il montera ensuite lui-même sur les planches. Il écrit à la même époque ses premiers textes satiriques et travaille au Studencki Teatr Satyryków (pl) comme auteur de sketchs, acteur, metteur en scène et finalement directeur jusqu'en 1972.
Il s'engage à partir de 1976 aux côtés de l'opposition démocratique contre les modifications de la Constitution.
Il écrit un grand nombre de pièces, sketchs, pièces radiophoniques ou scenarios de film (notamment pour Stanisław Bareja). Ses rôles tenus dans des comédies à succès — La Croisiere (pl) de Marek Piwowski (en), L'Ours de Stanisław Bareja, Rozmowy kontrolowane (Conversations contrôlées) de Sylwester Chęciński, Ryś (pl), réalisé par lui-même — en font un acteur populaire renommé, ainsi que ses apparitions à la télévision.
Dans les années 1983-1986, il est directeur du théâtre dramatique d'Elbląg, À partir de 1987, il travaille comme metteur en scène : dans les années 1987-1994,  au Théâtre Rampa (en) et dans les années 1994-2006 au Théâtre Powszechny de Varsovie.
Il est considéré comme un maître des petites formes littéraires, particulièrement humoristiques. Dans la seconde moitié des années 1990, il écrit des chroniques pour l'hebdomadaire « Wprost » et le quotidien « Rzeczpospolita », puis devient chroniqueur régulier pour « Polityka ». Il est également auteur de dessins satiriques depuis ses études. Plus tard, ses dessins sont publiés, entre autres, dans Tygodnik Kulturalny,  Rzeczpospolita, Fotel et Polityka. Il dirige sa propre chaîne sur YouTube.
Il a reçu de nombreuses récompenses pour son œuvre théâtrale, cinématographique et comme humoriste.

## Filmographie

### Acteur
- 1965 : Walkower de Jerzy Skolimowski
- 1965 : Le Pingouin  (Pingwin) de Jerzy Stefan Stawiński
- 1966 : La Barrière (Bariera) de Jerzy Skolimowski
- 1974 : Nie ma róży bez ognia (Il n'y a pas de rose sans feu) de Stanisław Bareja
- 1975 : Un homme incroyablement calme (Niespotykanie spokojny człowiek) de Stanisław Bareja
- 1976 : Smuga cienia d'Andrzej Wajda
- 1978 : Co mi zrobisz, jak mnie złapiesz (Que me ferez-vous si vous m'attrapez) de Stanisław Bareja
- 1981 : La Guerre des mondes (Wojna swiatów - nastepne stulecie) de Piotr Szulkin
- 1981 : L'Ours (Miś) de Stanisław Bareja : Rysiek
- 1991 : Rozmowy kontrolowane (Conversations contrôlées) de Sylwester Chęciński : Ryszard Ochódzki
- 2004 : Les Indestructibles (The Incredibles) de Brad Bird, voix polonaise

### Réalisateur
- 2007 : Ryś